# Harry Searson
Harold Vincent "Harry" Searson, född 3 juni 1924 i Mansfield, England, död 5 januari 2013 i Corby, England var en engelsk professionell fotbollsspelare. 
Searson startade sin fotbollskarriär som målvakt i Sheffield Wednesday där han dock inte spelade någon seniormatch. Därefter spelade han i tur och ordning för Mansfield Town, Leeds United och York City, totalt 208 ligamatcher mellan 1941 och 1954.